# العلاقات السورية الليبية
العلاقات السورية الليبية هي العلاقات الثنائية التي تجمع بين سوريا وليبيا.

## مقارنة بين البلدين
هذه مقارنة عامة ومرجعية للدولتين:
| وجه المقارنة                                              | سوريا                    | ليبيا                           |
| --------------------------------------------------------- | ------------------------ | ------------------------------- |
| المساحة (كم2)                                             | 185.18 ألف               | 1.76 مليون                      |
| عدد السكان (نسمة)                                         | 18.27 مليون              | 6.37 مليون                      |
| الكثافة السكانية (ن./كم²)                                 | 98.66                    | 3.62                            |
| العاصمة                                                   | دمشق                     | طرابلس                          |
| اللغة الرسمية                                             | اللغة العربية            | اللغة العربية، اللغة الأمازيغية |
| العملة                                                    | ليرة سورية               | دينار ليبي                      |
| الناتج المحلي الإجمالي (بليون دولار)                      | 60.20 مليار              | 50.98 مليار                     |
| الناتج المحلي الإجمالي (تعادل القوة الشرائية) بليون دولار |                          | 69.32 مليار                     |
| الناتج المحلي الإجمالي الاسمي للفرد دولار أمريكي          |                          |                                 |
| الناتج المحلي الإجمالي للفرد دولار أمريكي                 |                          | 15.60 ألف                       |
| مؤشر التنمية البشرية                                      | 0.594                    | 0.724                           |
| رمز المكالمات الدولي                                      | +963                     | +218                            |
| رمز الإنترنت                                              | .sy                      | .ly                             |
| المنطقة الزمنية                                           | ت ع م+02:00، ت ع م+03:00 | ت ع م+02:00، توقيت شرق أوروبا   |

## منظمات دولية مشتركة
يشترك البلدان في عضوية مجموعة من المنظمات الدولية، منها:
| علم المنظمة | اسم المنظمة                                 | تاريخ انضمام سوريا | تاريخ انضمام ليبيا |
| ----------- | ------------------------------------------- | ------------------ | ------------------ |
|             | الصندوق العربي للإنماء الاقتصادي والاجتماعي | ?                  | ?                  |
|             | مؤسسة التنمية الدولية                       | 28 يونيو 1962      | 1 أغسطس 1961       |
|             | يونسكو                                      | 16 نوفمبر 1946     | 27 يونيو 1953      |
|             | وكالة ضمان الاستثمار متعدد الأطراف          | 14 مايو 2002       | 5 أبريل 1993       |
|             | الأمم المتحدة                               | 24 أكتوبر 1945     | 14 ديسمبر 1955     |
|             | الاتحاد البريدي العالمي                     | ?                  | ?                  |
|             | جامعة الدول العربية                         | 22 مارس 1945       | 28 مارس 1953       |
|             | صندوق النقد العربي                          | ?                  | ?                  |
|             | البنك الدولي للإنشاء والتعمير               | 10 أبريل 1947      | 17 سبتمبر 1958     |
|             | المصرف العربي للتنمية الاقتصادية في أفريقيا | ?                  | ?                  |
|             | منظمة التعاون الإسلامي                      | 1972               | ?                  |
|             | منظمة حظر الأسلحة الكيميائية                | ?                  | ?                  |
|             | الاتحاد الدولي للاتصالات                    | 12 يناير 1924      | 3 فبراير 1953      |
|             | مؤسسة التمويل الدولية                       | 28 يونيو 1962      | 18 سبتمبر 1958     |
|             | منظمة الشرطة الجنائية الدولية               | ?                  | ?                  |

## أعلام
هذه قائمة لبعض الشخصيات التي تربطها علاقات بالبلدين:
- شاها علي رضا (دبلوماسية ليبية، 1953 – )
- هلال الأطرش (سياسي سوري)

## وصلات خارجية
- موقع وزارة الخارجية الليبية